# TetraDkaTa.com
Tetradkata.com е интернет платформа за литература и изкуство.
Сайтът е създаден на 30 ноември 2017 г. от Иван Хр. Христов, Лъчезар Йорданов и Калоян Христов. Администратор на сайта е Габриела Христова. В него се поместват поетически, белетристични, есеистични, езиковедски текстове, както и рецензии на нови филмови заглавия, ревюта на книги, преводи на художествени произведения и др. Основна цел на „Тетрадката“ е да се публикуват текстове от разнообразни жанрове и стилове. В раздел „Интервюта“ са поместени събеседвания на авторите от екипа на сайта с известни личности: Здравка Евтимова, Иван Христов, Невена Борисова, Николай Фенерски, Петър Чухов, Георги Бърдаров, Калин Терзийски, Росен Карамфилов, Алек Попов, Мирела Костадинова, Елена Павлова, Явор Цанев и други.
Сайтът изпълнява функцията и на медия, отразяваща литературни четения, представяния на книги, срещи с писатели и инициативи, които имат значение за развитието на културата. Организират се и литературни събития в страната.